# Cangrejo negro
Cangrejo negro (en sueco: Svart Krabba) es una película de suspenso y acción sueca de 2022 dirigida por Adam Berg. Basada en la novela de 2002 Svart krabba de Jerker Virdborg, el guion fue escrito por Berg y Pelle Rådström. La película está protagonizada por Noomi Rapace como Caroline Edh, una patinadora de velocidad que es reclutada para unirse a un equipo de soldados en una peligrosa misión de patinar sobre el hielo marino detrás de las líneas enemigas. El equipo tiene la tarea de entregar un paquete secreto a una base de investigación de una isla, que, según les dicen, podría poner fin a la guerra. Jakob Oftebro, Erik Enge, Dar Salim, Ardalan Esmaili, Aliette Opheim, David Dencik, Susan Taslimi y Stella Marcimain Klintberg aparecen en papeles secundarios. La película fue estrenada el 18 de marzo de 2022 por Netflix.

## Reparto
- Noomi Rapace como Caroline Edh[1][2]
- Jakob Oftebro como Nylund[3]
- Erik Enge como Granvik[2]
- Dar Salim como Malik[3]
- Ardalan Esmaili como Karimi[3]
- Aliette Opheim como Forsberg
- David Dencik como coronel Raad
- Susan Taslimi como almirante Nordh
- Stella Marcimain Klintberg como Vanja

## Estreno
La película fue estrenada el 18 de marzo de 2022 por Netflix.